# Радицький Потік
Радицький Потік (пол. Radycki potok) — гірський потік в Україні, у Самбірському районі Львівської області на Галичині. Правий доплив Завадки, (басейн Дністра).

## Опис
Довжина потоку 6 км, найкоротша відстань між витоком і гирлом — 4,08 км, коефіцієнт звивистості потоку — 1,47. Формується багатьма безіменними гірськими струмками. Потік тече у межах Стрийсько-Сянської Верховини (частина Українських Карпат).

## Розташування
Бере початок з-під гори Мінчул-Радицький (1044 м). Спочатку тече переважно на північний захід через село Радич, там повертає і тече на південний захід. У селі Ільник впадає у річку Завадку, праву притоку Стрию.

## Цікавий факт
- У XX столітті у селі Радич у пригирловій частині потоку існував 1 водяний млин[4].